# Карпеченко, Ульяна Тихоновна
Ульяна Тихоновна Карпеченко — советский хозяйственный, государственный и политический деятель, Герой Социалистического Труда.

## Биография
Родилась в 1923 году. Член КПСС.
С 1938 года — на хозяйственной, общественной и политической работе. В 1938—1978 гг. — в подсобном хозяйстве, звеньевая, бригадир колхоза «Наука и техника» Клинцовского района Брянской области.
Указом Президиума Верховного Совета СССР от 30 апреля 1966 года присвоено звание Героя Социалистического Труда с вручением ордена Ленина и золотой медали «Серп и Молот».
Избирался депутатом Верховного Совета РСФСР 7-го созыва.
Умерла в 1993 году.